# Syllepte expansalis
Syllepte expansalis là một loài bướm đêm trong họ Crambidae.